# Martin Ødegaard
Martin Ødegaard (n. 17 decembrie 1998, Comuna Drammen, Buskerud, Norvegia) este un fotbalist profesionist norvegian. Evoluează pe post de mijlocaș la clubul Arsenal FC și la echipa națională de fotbal a Norvegiei.
El a debutat pentru Strømsgodset Toppfotball pe 13 aprilie 2014, devenind cel mai tânăr jucător care a jucat în Tippeligaen și a devenit cel mai tânăr marcator la 16 mai. După ce a fost o parte obișnuită a echipei în primul său sezon și a fost instruit cu mai multe cluburi străine, Ødegaard a semnat cu Real Madrid în ianuarie 2015. El a fost înscris pentru echipa de rezervă, Real Madrid Castilla, dar se antrena în principal cu prima echipă. La 23 mai 2015, a devenit cel mai tânăr jucător care reprezentase Real Madrid. În ianuarie 2017, a fost împrumutat clubului Heerenveen timp de 18 luni.
Ødegaard și-a făcut debutul internațional împotriva Emiratelor Arabe Unite la 27 august 2014, devenind cel mai tânăr debutant pentru echipa senioră la vârsta de 15 ani și 253 de zile. La 13 octombrie 2014, el a devenit cel mai tânăr jucător care a participat la un meci de calificare pentru campionatul european al UEFA.

## Cariera de club

### Tinerețea
Ødegaard și-a petrecut primii ani în clubul sportiv local Drammen Strong. Tatăl său, Hans Erik Ødegaard, fost fotbalist, a co-fondat o secție de fotbal în club și a devenit antrenorul echipei fiului său. În 2005, când Ødegaard avea șase ani, părinții și ceilalți investesc 50.000 de coroane, astfel încât clubul local să-și poată reface terenul de pietriș, Kjappen, cu gazon artificial. Acest lucru a fost citat ca fiind esențial pentru dezvoltarea lui, deoarece Ødegaard a petrecut nenumărate ore pe câmp.

### Strømsgodset
Ødegaard a început să se antreneze cu prima echipă din Strømsgodset în 2012, la vârsta de 13 ani. Și-a făcut primul său debut în același sezon împotriva rivalilor locali Mjøndalen IF. De asemenea, a avut vizite scurte la Bayern München și Manchester United. În 2013, la vârsta de 14 ani, Ødegaard a jucat atât pentru echipa junioră a lui Strømsgodset (17-19 fiind anii normali), cât și pentru cea de-a treia echipă a clubului.
El a debutat în ligă pentru Strømsgodset într-un meci împotriva lui Aalesunds FK la Marienlyst Stadion, la 13 aprilie 2014. La vârsta de 15 ani și 118 zile a devenit cel mai tânăr fotbalist care a jucat vreodată în Tippeligaen. La 5 mai, a semnat un contract profesional cu Strømsgodset, care a durat până la sfârșitul anului 2015. Acest lucru a eliminat restricția a trei meciuri pe sezon. Unsprezece zile mai târziu, a marcat primul gol profesionist și a devenit cel mai tânar marcator în Tippeligaen când a marcat al patrulea gol pentru Strømsgodset într-o victorie acasă cu 4-1 in fata Sarpsborg 08 FF. El și-a făcut debutul european la 16 iulie, înlocuindu-l pe Lars Christopher Vilsvik în ultimele cinci minute ale înfrângerii acasă cu scorul de 1-0 de către Steaua București în a doua rundă de calificări a Ligii Campionilor UEFA Champions League.
În meciul în deplasare cu IK Start, pe 15 august, în același an, Ødegaard a fost plasat pe partea dreaptă și a făcut 3 asisst-uri pentru Strømsgodset, care au câștigat 3-2. A marcat două goluri într-un meci pentru prima dată în cariera sa în victoria de 2-1 împotriva Lillestrøm SK pe 19 octombrie. Strømsgodset a terminat pe locul patru în liga, calificându-se pentru prima rundă de calificare a UEFA Europa League. Ødegaard marcând 5 goluri și 7 asisst-uri în 23 de meciuri de ligă.
În ianuarie 2015, a semnat cu Real Madrid.

### Real Madrid
La 21 ianuarie 2015, Real Madrid a ajuns la un acord de semnare a lui Ødegaard cu Strømsgodset  pentru o taxă raportată de mass-media spaniolă în valoare de aproximativ 3 milioane de euro. Presa norvegiană a raportat, totuși, că taxa a fost de 4 milioane de euro care ar putea crește, în anumite condiții, la  8-8,5 milioane de euro. Într-o conferință de presă după semnare, Real Madrid a anunțat că Ødegaard se va antrena atât cu prima echipă a clubului, cât și cu rezervele, Real Madrid Castilla. El va juca pentru echipa care a fost condusă de Zinedine Zidane la vremea respectivă.
El și-a făcut debutul său neoficial pentru Real Madrid Castilla pe 4 februarie, într-o egalitate 3-3 cu Beijing Guoan. A fost ulterior numit în echipa din prima echipă a Ligii Campionilor UEFA. Ødegaard a primit numărul 21. Debutul său oficial pentru Castilla a venit pe 8 februarie, intrând în ultimele 20 de minute ca înlocuitor în remiza de 2-2 împotriva Athletic Bilbao B din Segunda División B. La 21 februarie, a marcat primul său gol pentru club într-o victorie de 4-0 împotriva la Barakaldo CF pe stadionul Alfredo Di Stéfano, deschizând scorul după șapte minute de la începutul meciului.
La 23 mai, în ultimul meci al sezonului, a debutat pentru Real Madrid, într-o victorie de 7 -3 acasă împotriva la Getafe CF, astfel devenind cel mai tânăr debutant din istoria clubului la 16 ani și 157 de zile.

### SC Heerenveen (împrumutat)
La 10 ianuarie 2017, clubul olandez SC Heerenveen a confirmat că Ødegaard va juca sub forma de împrumut timp de 18 luni. El și-a facut debutul în Eredivisie patru zile mai tarziu intr-o victorie acasa cu 2-0 pe ADO Den Haag, inlocuindu-l pe Arber Zeneli in ultimele secunde. După meci, a vorbit cu Fox Sports despre cum a fost mulțumit de noile sale împrejurimi. Începutul său la Heerenveen a fost sărac, având doar un singur assist în primele șapte meciuri și a fost mai târziu închis pe bancă de către managerul Jurgen Streppel. El a marcat primul său gol pe 18 mai, în cea de-a 15-a apariție, o pierdere de 3-1 cu FC Utrecht în prima etapă a unei semifinale play-off (agregat 5-2).

### Vitesse (împrumutat)
În vara anului 2018, Ødegaard a revenit pe scurt la Real Madrid și a apărut în toate cele 3 meciuri din Cupa Internațională a Campionilor 2018. Cu toate acestea, la 21 august 2018, Real Madrid a anunțat că Ødegaard va fi împrumutat din nou pentru sezonul 2018-1919, jucând la un alt club din Eredivisie, SBV Vitesse.

## Cariera internațională

### Tineret
Martin Ødegaard a fost prezent în loturile de start pentru cele două meciuri de acasă ale echipei naționale de fotbal a norvegiei U15 ani împotriva Suediei la 17 și 19 septembrie 2013. Ambele meciuri au fost câștigate de Norvegia, 2-1 și 2-0.
Ødegaard a jucat pentru echipa norvegiană de fotbal U16 ani într-un turneu cu Scoția, Statele Unite și Franța, în Turcia, în ianuarie 2014. El a jucat 90 de minute în toate cele trei meciuri, ceea ce a dus la o victorie împotriva Scoției la două pierderi.
El a fost promovat la echipa națională de fotbal a Norvegiei U17 pentru meciul în deplasare cu Islanda pe 28 februarie 2014. Ødegaard a intrat ca înlocuitor în minutul 62 și a contribuit la victoria cu 2-1 pentru țara sa. Ulterior, el a fost în linia de start pentru următoarele trei meciuri deplasare; în victoria cu 3-0 împotriva Islandei pe 2 martie, în pierderea de 2-3 împotriva Turciei la 25 martie ,și, în final, în pierderea de 0-3 împotriva Greciei la 30 martie 2014.
În septembrie 2014, a fost selectat pentru echipa națională de fotbal a Norvegiei U21 pentru meciul final al calificării Campionatului European sub 21 de la UEFA din 2015. El a jucat complet meciul cu Portugalia, dar a fost incapabil să împiedice adversarii să câștige 2-1, în ciuda faptului că a fost numit Omul meciului.
S-a alăturat din nou echipei de sub 21 în ziua următoare în meciul de calificare la Campionatul European de juniori sub 20 de ani al UEFA din 2017 împotriva Angliei. El a jucat complet 90 de minute în meci, pe care Norvegia l-a pierdut 0-1 acasă după un penalti marcat de James Ward-Prowse.

### Senior

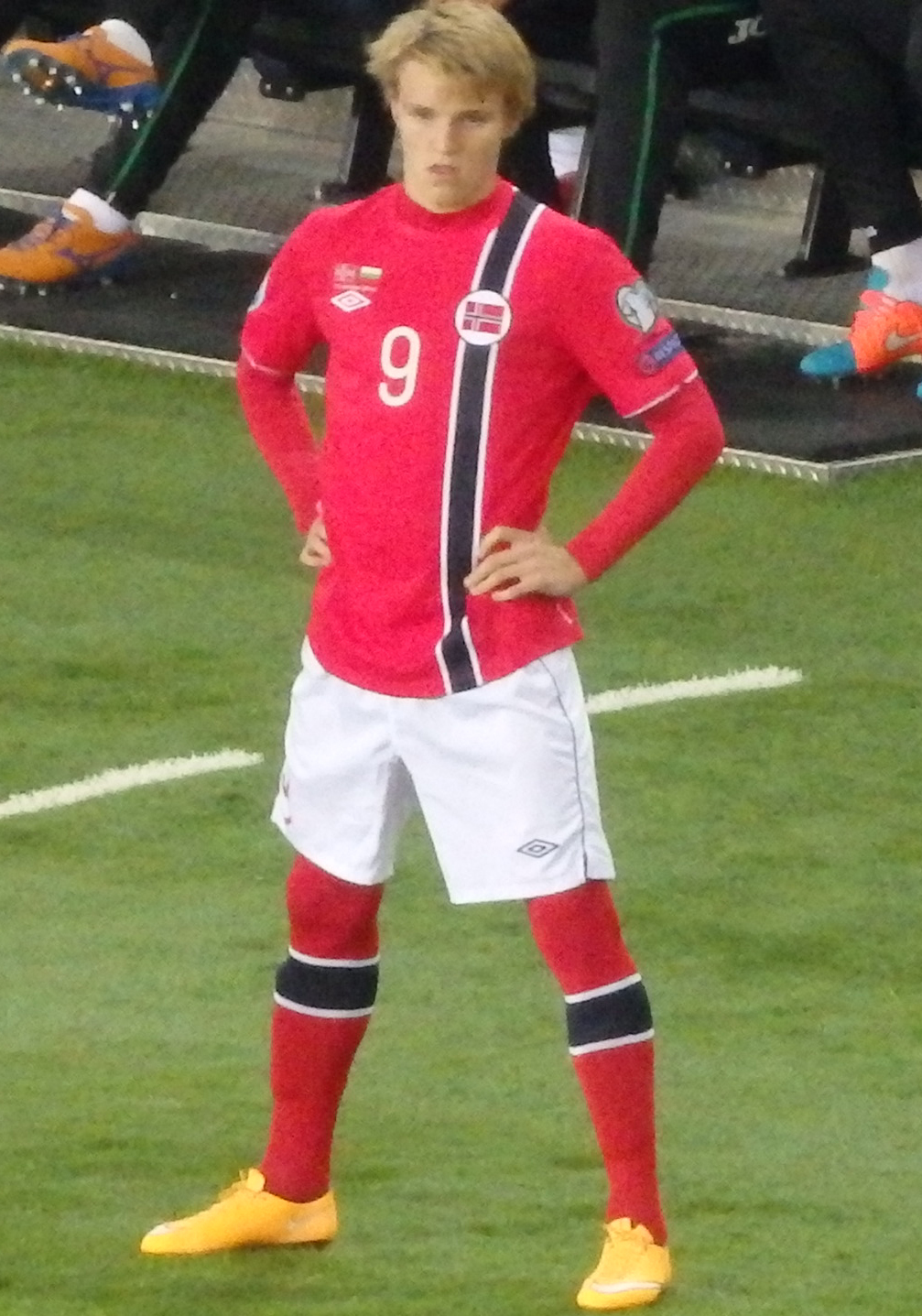
Ødegaard în debutul său competitiv pentru Norvegia într-un meci UEFA Euro 2016 de calificare împotriva Bulgariei în 2014

La 19 august 2014, Ødegaard a fost convocat pentru un senior internațional împotriva Emiratelor Arabe din Stavanger [și a jucat întreaga remiză fără gol la 27 august, devenind cel mai tânăr jucător care a jucat pentru Norvegia la nivel înalt, la 15 ani și 253 zile. Recordul a fost deținut anterior de Tormod Kjellsen, care avea 15 ani și 351 de zile la debutul său în 1910.
La 30 septembrie 2014, el a fost chemat la meciurile de calificare UEFA Euro 2016 din Norvegia împotriva Maltei și Bulgariei. El și-a făcut debutul competitiv, înlocuindu-l pe Mats Møller Dæhli în minutul 64 al unei victorii cu scorul de 2-1. La vârsta de 15 ani și 300 de zile, acesta A fost cel mai tânăr jucător care a jucat vreodată într-un calificativ la Campionatul European, încălcând un record deținut în 1983 de către Islander Sigurður Jónsson.
La 8 iunie, el a fost omul meciului în remiza Norvegiei 0-0 cu rivalii scandinavi Suedia în Oslo. După ce Norvegia a ocupat locul trei în grupa de calificare, Ødegaard a fost numit în echipă pentru a juca împotriva Ungariei.

## Stilul de joc

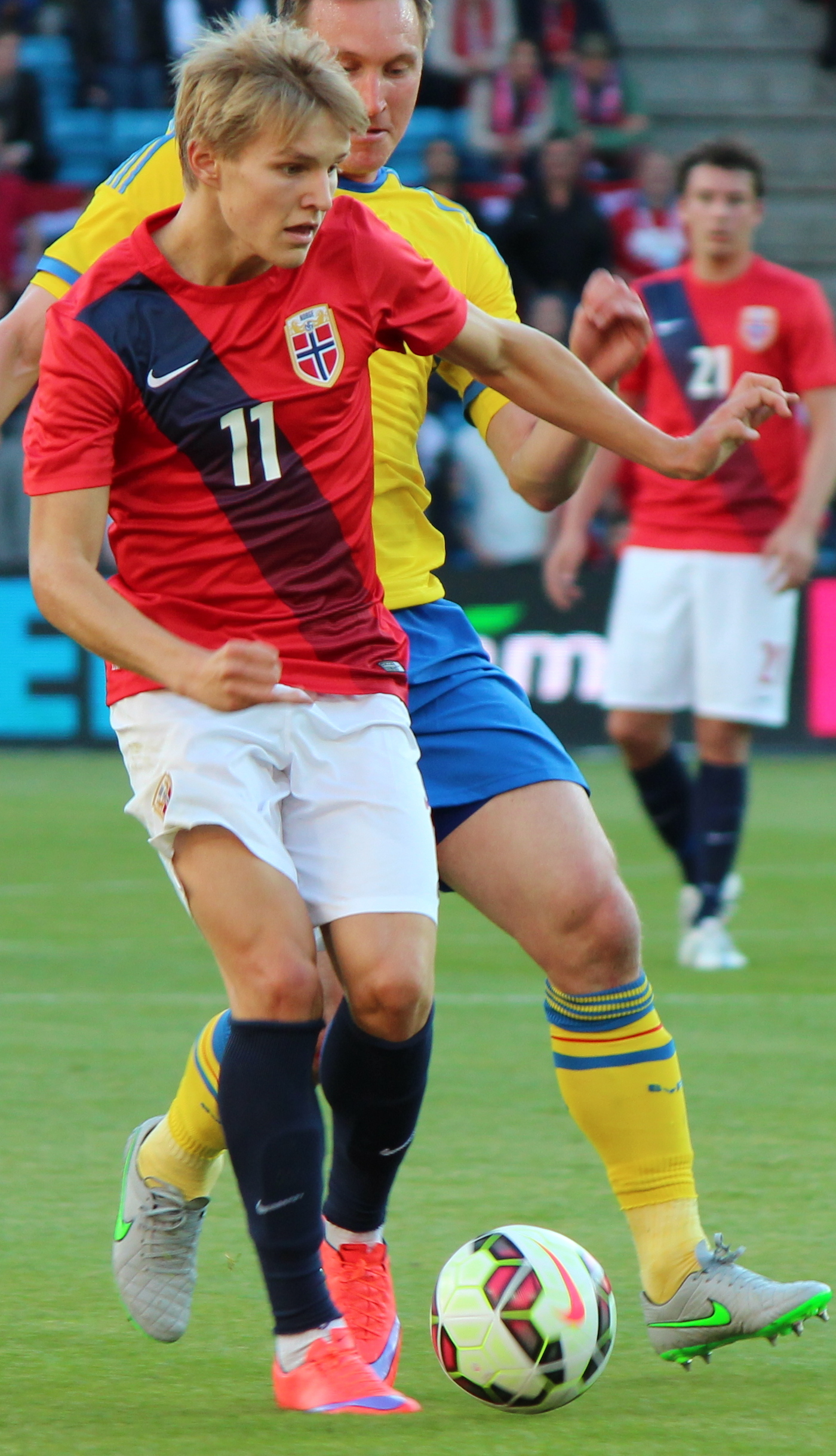
Ødegaard a fost antrenat de tatăl său pentru a ține mingea aproape de picioare, pentru a maximiza controlul.

Un articol din "Liverpool Echo" l-a descris pe Ødegaard ca "mijlocaș atacant foarte priceput. Diminutiv, rapid, cu echilibru natural, ritm și, poate, surprinzător pentru o putere tânără excelentă". David Nielsen, managerul său la Strømsgodset, l-a comparat cu David Silva și Lionel Messi. În mijlocul speculațiilor de transfer în decembrie 2014, el a spus că jucătorul se va dezvolta mai bine în al doilea sezon în Norvegia.
În septembrie 2014, Morten Gamst Pedersen, l-a numit pe Ødegaard cel mai talentat jucător pe care l-a văzut vreodată, spunând: "Pentru vârsta lui este incredibil - cunoștințele despre joc sunt incredibile și abilitățile tehnice sunt fantastice". Pedersen a mai afirmat că Ødegaard avea nevoie de timp pentru îmbunătățirea aspectelor fizice ale corpului.

## Viața personală
Ødegaard a crescut într-o familie creștină și a spus că această credință religioasă este o parte importantă a vieții sale. El a fost numit în cei 30 de cei mai influenți adolescenți ai anului 2015.

## Statistici de carieră

### Club
La 19 mai 2024.
| Club                     | Sezon         | Campionat                 | Campionat | Campionat | Cupă    | Cupă   | Cupa Ligii | Cupa Ligii | Europa  | Europa | Altele  | Altele | Total   | Total  |
| Club                     | Sezon         | Divisizie                 | Meciuri   | Goluri    | Meciuri | Goluri | Meciuri    | Goluri     | Meciuri | Goluri | Meciuri | Goluri | Meciuri | Goluri |
| ------------------------ | ------------- | ------------------------- | --------- | --------- | ------- | ------ | ---------- | ---------- | ------- | ------ | ------- | ------ | ------- | ------ |
| Strømsgodset 3           | 2013          | Norwegian Fourth Division | 11        | 4         | —       | —      | —          | —          | —       | —      | —       | —      | 11      | 4      |
| Strømsgodset 2           | 2013          | Norwegian Second Division | 2         | 0         | —       | —      | —          | —          | —       | —      | —       | —      | 2       | 0      |
| Strømsgodset 2           | 2014          | Norwegian Second Division | 3         | 1         | —       | —      | —          | —          | —       | —      | —       | —      | 3       | 1      |
| Strømsgodset 2           | Total         | Total                     | 5         | 1         | —       | —      | —          | —          | —       | —      | —       | —      | 5       | 1      |
| Strømsgodset             | 2014          | Tippeligaen               | 23        | 5         | 1       | 0      | —          | —          | 1       | 0      | —       | —      | 25      | 5      |
| Real Madrid Castilla     | 2014–15       | Segunda División B        | 11        | 1         | —       | —      | —          | —          | —       | —      | —       | —      | 11      | 1      |
| Real Madrid Castilla     | 2015–16       | Segunda División B        | 34        | 1         | —       | —      | —          | —          | —       | —      | 4       | 0      | 38      | 1      |
| Real Madrid Castilla     | 2016–17       | Segunda División B        | 13        | 3         | —       | —      | —          | —          | —       | —      | —       | —      | 13      | 3      |
| Real Madrid Castilla     | Total         | Total                     | 58        | 5         | —       | —      | —          | —          | —       | —      | 4       | 0      | 62      | 5      |
| Real Madrid              | 2014–15       | La Liga                   | 1         | 0         | 0       | 0      | —          | —          | 0       | 0      | 0       | 0      | 1       | 0      |
| Real Madrid              | 2016–17       | La Liga                   | 0         | 0         | 1       | 0      | —          | —          | 0       | 0      | 0       | 0      | 1       | 0      |
| Real Madrid              | 2020–21       | La Liga                   | 7         | 0         | 0       | 0      | —          | —          | 2       | 0      | 0       | 0      | 9       | 0      |
| Real Madrid              | Total         | Total                     | 8         | 0         | 1       | 0      | —          | —          | 2       | 0      | 0       | 0      | 11      | 0      |
| Heerenveen (împrumut)    | 2016–17       | Eredivisie                | 14        | 0         | 1       | 0      | —          | —          | —       | —      | 2       | 1      | 17      | 1      |
| Heerenveen (împrumut)    | 2017–18       | Eredivisie                | 24        | 2         | 2       | 0      | —          | —          | —       | —      | 0       | 0      | 26      | 2      |
| Heerenveen (împrumut)    | Total         | Total                     | 38        | 2         | 3       | 0      | —          | —          | —       | —      | 2       | 1      | 43      | 3      |
| Vitesse (împrumut)       | 2018–19       | Eredivisie                | 31        | 8         | 4       | 2      | —          | —          | —       | —      | 4       | 1      | 39      | 11     |
| Real Sociedad (împrumut) | 2019–20       | La Liga                   | 31        | 4         | 5       | 3      | —          | —          | —       | —      | —       | —      | 36      | 7      |
| Arsenal (împrumut)       | 2020–21       | Premier League            | 14        | 1         | —       | —      | —          | —          | 6       | 1      | —       | —      | 20      | 2      |
| Arsenal                  | 2021–22       | Premier League            | 36        | 7         | 1       | 0      | 3          | 0          | —       | —      | —       | —      | 40      | 7      |
| Arsenal                  | 2022–23       | Premier League            | 37        | 15        | 1       | 0      | 0          | 0          | 7       | 0      | —       | —      | 45      | 15     |
| Arsenal                  | 2023–24       | Premier League            | 35        | 8         | 1       | 0      | 2          | 1          | 9       | 2      | 1       | 0      | 48      | 11     |
| Arsenal                  | 2024–25       | Premier League            | 0         | 0         | 0       | 0      | 0          | 0          | 0       | 0      | —       | —      | 0       | 0      |
| Arsenal                  | Total         | Total                     | 108       | 30        | 3       | 0      | 5          | 1          | 16      | 2      | 1       | 0      | 133     | 33     |
| Total carieră            | Total carieră | Total carieră             | 327       | 60        | 17      | 5      | 5          | 1          | 25      | 3      | 11      | 2      | 385     | 71     |

1. ↑  Include Cupa Norvegiei, Copa del Rey, KNVB Cup, FA Cup
2. ↑  Include EFL Cup
3. 1 2 3 4  Apariții în UEFA Champions League
4. ↑  Apariții în play-off-urile din Segunda División B
5. 1 2  Apariții în play-off-urile europene din Eredivisie
6. 1 2  Apariții în UEFA Europa League
7. ↑  Apariție în FA Community Shield

### Internațional
| Norvegia. | Norvegia. | Norvegia. |
| Anul      | Apariții  | Goluri    |
| --------- | --------- | --------- |
| 2014      | 3         | 0         |
| 2015      | 5         | 0         |
| 2016      | 1         | 0         |
| 2017      | 1         | 0         |
| 2018      | 4         | 0         |
| Total     | 14        | 0         |

## Legături externe
- Player profile on realmadrid.com
- Profilul lui Martin Ødegaard pe Soccerway